# I Элиева когорта моряков (Британия)
I Элиева конная когорта моряков (лат. Cohors I Aelia Classica equitata) — вспомогательное подразделение армии Древнего Рима, относящаяся к типу Cohors quingenaria equitata.
Существуют различные предположения о создании когорты. Вполне вероятно, что она была преобразована из подразделения I когорты моряков, дислоцировавшейся в Нижней Германии. По другой версии, основой когорты послужили моряки Британского флота. Но в целом, можно отрицать идентичность этой когорты и I Элиевой когорты моряков, находившейся в то время в Аравии. Несколько надписей, относящихся к 145 и 158 году, упоминают когорты в составе гарнизона провинции Британия.
Подразделение упоминается в последний раз в Notitia Dignitatum в начале V века. На тот момент оно дислоцировалось в Тунноцеле, охраняя Адрианов вал под командованием трибуна, подчинявшегося дуксу Британии.